# Жвалоносные
Жвалоно́сные (лат. Mandibulata) — в некоторых классификациях один из трёх подтипов типа членистоногих (Arthropoda s.l., или Euarthropoda). Характеризуется уникальной специализацией конечностей первых 2—3 сегментов тела (не считая акрон) в виде жевательных придатков. Конечности II сегмента преобразуются в мандибулы (жвалы, или верхние челюсти), конечности III сегмента — в максиллы I (максиллулы у Crustacea, максиллы у Hexapoda), конечности IV сегмента (кроме ракообразных класса Cephalocarida и части многоножек) — в максиллы II. Кроме того, уникальными признаками этого таксона являются: наличие суперлингв (придатков, лежащих между мандибулами и максиллами I), особым образом устроенных омматидиев фасеточных глаз, включающих кристаллический конус и линочных желёз (Y-образный орган у ракообразных и проторакальные железы у насекомых), выделяющих гормон линьки - экдизон. У всех представителей этого подтипа сохраняются антенны I (придатки акрона).
Этот таксон рассматривается в ранге подтипа или инфратипа. Русскоязычное название жвалоносные для него впервые использовано О. А. Черновой (Подтип Mandibulata. Жвалоносные членистоногие // Основы палеонтологии. Справочник для палеонтологов и геологов СССР. Т. 9. Членистоногие — трахейные и хелицеровые. 1962. М.: изд-во АН СССР. С. 17—374).

## Классификация
По современным представлениям подтип жвалоносные включает две клады: Pancrustacea  (ракообразные в широком смысле) и многоножки (Myriapoda).

## История изучения
До выделения таксона Mandibulata Р. Е. Снодграссом (1935) ракообразные вместе с морскими пауками (Pantopoda) и мечехвостами (Xiphosura) относились к подтипу жабродышащих (Branchiata), а насекомые и многоножки вместе с паукообразными (Arachnida) — к подтипу трахейных (Tracheata). Подтип трахейные в этом смысле является искусственной группой, поскольку общие для его членов приспособления для наземного образа жизни (трахейная дыхательная система, мальпигиевы сосуды) возникли в разных таксонах независимо несколько раз. Иногда название Tracheata используется для группы неполноусые (Atelocerata), объединяющую насекомых и многоножек. В начале XIX века были найдены синапоморфии мечехвостов и паукообразных, позже с ними были сближены морские пауки. Эти три группы объединяются в подтип Pseudognatha.